# 109 Felicitas
109 Felicitas је астероид главног астероидног појаса са пречником од приближно 89,44 km.
Афел астероида је на удаљености од 3,497 астрономских јединица (АЈ) од Сунца, а перихел на 1,891 АЈ.
Ексцентрицитет орбите износи 0,297, инклинација (нагиб) орбите у односу на раван еклиптике 7,887 степени, а орбитални период износи 1615,649 дана (4,423 године).
Апсолутна магнитуда астероида је 8,75 а геометријски албедо 0,069.
Астероид је откривен 9. октобра 1869. године.